# Maščobna embolija
Maščobna embolija je embolija (nenadna zamašitev krvna žile, navadno arterije, s snovjo, ki jo tja prinese tok krvi) z oljno ali maščobno snovjo, najpogosteje po prelomih cevastih kosti ali obsežnem raztrganju in zmečkanju podkožja. Maščobna embolija lahko poteka povsem brezsimptomsko, kadar pa se pojavijo simptomi, ki so lahko tudi zelo hudi, govorimo o sindromu maščobne embolije.

## Vzroki in epidemiologija
V veliki večini primerov (95 %) maščobne embolije je vzrok obsežnejša poškodba, zlasti zlom cevastih kosti ali medenice. Pogosteje se pojavlja pri zaprtih zlomih kosti. Tveganje narašča s številom zlomov kosti; bolniki s posameznim zlomov cevaste kosti imajo 1- do 3-odstotno tveganje za pojav maščobne embolije, pri obojestranskem zlomu stegnenice pa so poročali o tudi do 33-odstotnem tveganju. Pojavi se lahko tudi pri drugih vrstah poškodb (poškodba mehkega tkiva, liposukcija, odvzem kostnega mozga ...), ni pa tudi nujno, da je vzrok telesna poškodba – povzroči jo lahko na primer tudi akutni pankreatitis ali obdobje krize pri srpastocelični slabokrvnosti), vendar je tveganje veliko manjše.
Maščobni embolusi se pojavijo pri skoraj 90 % bolnikov s hudimi zlomi, vendar se simptomi izrazijo le pri okoli 10 %. Tveganje za sindrom pljučne embolije se zmanjša, če je zlom hitro imobiliziran in zlasti, če je bolnik hitro deležen operativne korekcije. Obstajajo tudi dokazi, da profilaksa s steroidi pri bolnikih z visokim tveganjem zmanjša pojavnost sindroma maščobne embolije. Smrtnost sindroma maščobne embolije je od 10 do 20 %.

## Opis
Za razliko od embolusov, ki jih povzročijo krvni strdki (trombusi) so mačobni embolusi majhni, a številni ter zato po navadi prizadenejo številna mesta v organizmu.
Simptomi in bolezenski znaki se običajno pojavijo en do tri dni po poškodbi ter se praviloma kažejo v pljučih (kot zasoplost, hipoksemija), možganih (agitacija, bledež ali koma), na koži (petehialni izpuščaj) ter v krvi (slabokrvnost, trombocitopenija). Petehialni izpuščaj je patognomoničen simptom pljučne embolije (značilen za to bolezen), vendar pa se pojavi le pri 20–50 % bolnikov.

## Patogeneza
Patogenetsko sta pomembni tako mehanična obstrukcija kot biokemična poškodba žile. Ko žilo obstrira maščobna snov, stanje nadalje poslabšajo agregacija krvnih ploščic in rdečih krvničk, aktivacija krvnih ploščic in ter privabljanje granulocitov. Iz maščobnega embolusa se sproščajo maščobne kisline, ki lahko prav tako povzročijo lokalno poškodbo endotelija. 

## Zapleti
Zapleti maščobne embolije so lahko hudi in življenjsko ogrožajoči. Pljučna embolija, ki jo povzročijo maščobni embolusi, lahko ob obsežnejši obstrukciji povzroči nenadno smrt. Embolusi lahko zamašijo žile tudi v drugih organih (možgani, ledvice, koža) ter povzročijo njihovo poškodbo, krvavitve in mikroinfarkte.